# Владислав Петровић
Владислав Петровић (Сремска Митровица, 1935) је српски вајар и сценограф.

## Биографија
Рођен је 1935. године у Сремској Митровици. Дипломирао је вајарство на Факултету ликовних уметности Универзитета уметности у Београду и завршио је постдипломске студије у Београду. Током студија је путовао у Енглеску, Италију и Чехословачку Социјалистичку Републику. Члан Удружења ликовних уметника Србије је од 1967. године. Излагао је на групним изложбама УЛУС-а 1967—1974, изложби „Цртеж и ситна пластика” 1968, изложбама „НОБ у делима ликовних уметника Југославије” 1971. у Београду и „Медаља '74” у Паризу 1974. Аутор је споменика канадским пилотима у Оксфорду, скулптуре у камену у Остружацу, спомен рељефа за Дом културе у Завидовићима и рељефа у пословници „Адрије” у Београду. Бави се израдом плакета, значака, уникатног и костимског накита, као и сценографијом. Урадио је сценографије за више од осамдесет позоришних представа и реализовао је око двадесет бисти у бронзи и камену познатих јавних личности из културног и јавног живота и народних хероја за разне установе и предузећа и више спомен плоча. Добитник је награде за споменик подунавском партизанском одреду у Инђији, откупне награде на југословенском конкурсу за споменик Јовану Стерији Поповићу у Новом Саду, прве награде за значку за Трећи конгрес синдиката пољопривредних радника Југославије, прве награда за значку Савета синдиката Југославије, прве награде за плакету, награде за скулптуру на Пролећној изложби УЛУС-а 1971, прве награде Музеја револуције на изложби „НОБ у делима ликовних уметника Југославије” 1971. и плакете Новог Београда за допринос тридесетогодишњој изградњи Новог Београда 1987. године. Његови радови се налазе у Музеју Револуције народа Југославије у Београду, Музеју „25. мај” и приватној својини у Лондону.